# Національний парк Моле
Національний парк Моле, один із семи національних парків Гани, є найбільшим у країні заповідником дикої природи. Парк займає приблизно 4577 км² майже непорушеної гвінейської савани в північній частині Гани. Парк розташований у регіоні Савана в Гані на висоті 50 м, з різким уступом, що утворює південну межу парку. Парк знаходиться за 24 км від Дамонго, столиці округу, та за 700 км від Аккри. Через парк протікають ефемерні річки Леві та Моле, які залишають після себе лише питні ями під час тривалого сухого сезону. У Національному парку Моул було проведено довготривале дослідження, щоб зрозуміти вплив мисливців на тварин у заповіднику.
Парк також є найбільш розвиненим туристичним місцем Гани з точки зору туристичних зручностей. У заповіднику є перший у Західній Африці розкішний будиночок для сафарі, розташований у серці Кротового лісу. Zaina, головний екологічний будинок країни, надає гостинні послуги світового класу з унікальним відтінком.

## Історія
Землі парку були відведені під заповідник дикої природи в 1958 році. У 1971 році невелике населення цього району було переселено, а землі були передані національному парку. Парк не зазнав значного розвитку туристичної інфраструктури. Національний парк Моул, як охоронна територія має недостатнє фінансування, і існують національні та міжнародні занепокоєння щодо браконьєрства та стійкості розвитку парку, але захист важливих видів антилоп покращився з моменту заснування національного парку.
Після переселення людей з цього району парк став важливою територією для наукових досліджень. Це дозволило провести деякі довгострокові дослідження, зокрема відносно незайманих ділянок порівняно з аналогічними районами густонаселеної екваторіальної Західної Африки. Наприклад, одне дослідження на постійній популяції з 800 слонів показує, що слони завдають різної шкоди великим деревам залежно від виду. У Моле слони мають більшу схильність серйозно травмувати економічно важливі види дерев, такі як Burkea africana і Vitellaria paradoxa.
Нещодавно мед, виготовлений із квітів у національному лісі Моле, став першим у регіоні товаром справедливої торгівлі. Селяни неподалік збирають мед традиційними неінвазивними методами та співпрацюють із компанією зі штату Юта, щоб продавати мед в США.

## Флора

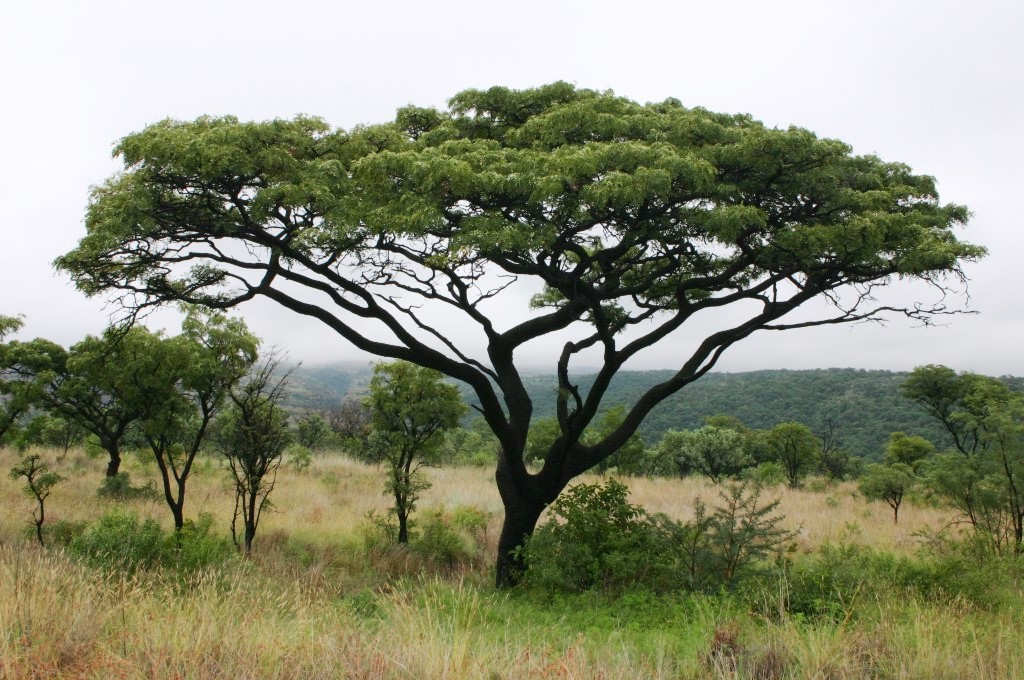
Буркея африканська (Burkea africana) належить до родини Бобових, яка поширена по всій Тропічній Африці, включаючи Національний парк Моле в Гані.

Види дерев поширені в парку включають: Burkea africana, Isoberlinia doka, Terminalia macroptera. Різноманітність саванних трав дещо низька, але відомі види включають: Kyllinga echinata, Aneilema, Aneilema setiferum var. pallidiciliatum та два ендемічні представники підродини Asclepiadaceae, виноград Gongronema obscurum та їстівний геофіт Raphionacme vignei.

## Тваринний світ

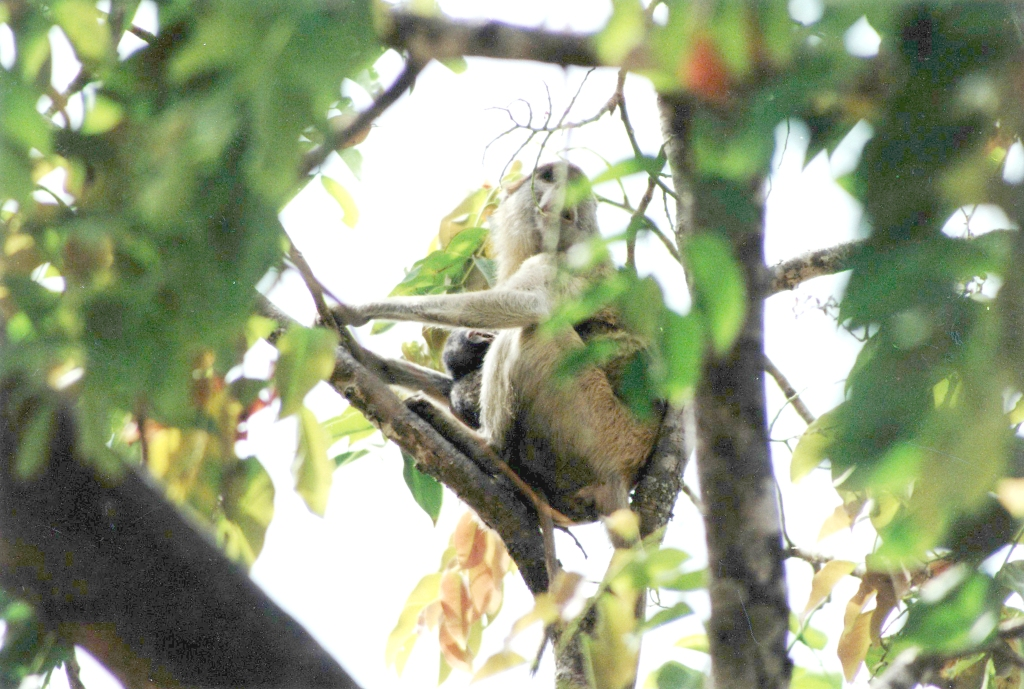
У парку часто зустрічаються павіани

Парк є домом для понад 93 видів ссавців, включаючи слонів, бегемотів, буйволів і бородавочників. Парк вважається основним африканським заповідником для таких видів антилоп, як коб, коб дефасса, чала антилопа, конгоні, орібі, бушбак і два види дуїкерів (червоний і жовтоспинний). Оливкові павіани, чорно-білі колобуси, верветки та мавпи пата є поширеними видами мавп, які мешкають у парку. З 33 відомих видів рептилій в парку часто зустрічаються тонкомордий і карликовий крокодили. Спостереження за гієнами, левами та леопардами є рідкісними, але колись ці хижаки були поширеними в парку. Серед 344 відомих видів птахів парку, найпомітніші бойовий орел, білоголовий і пальмовий грифи, лелеки ябіру, білі чаплі, абіссінські сиворакші, фіолетові турако, різні сорокопуди та червоногорлі бджолоїдки. Парк був визначений BirdLife International як важлива орнітологічна територія (IBA).
Національний парк Моул, як і інші мисливські заповідники Гани, погано фінансується для запобігання браконьєрству. Незважаючи на це, фауна парку охороняється професійними рейнджерами, і браконьєри знаходяться під реальним ризиком бути арештованими.

## Туризм
Після покращення доріг, що ведуть до парку, кількість відвідувачів парку зросла з 14 600 у 2014 році до 17 800 у 2015 році. Залежно від року, близько 20-40% відвідувачів є іноземцями. Незважаючи на розвиток туризму, доходи від нього є вкрай малими, оскільки 70 відсотків відвідувачів були студентами з Гани, які мало платять за відвідування парку. Ці студенти відвідують парк і в той самий день повертаються додому, порівняно з іноземцями, які витрачають більше днів на парк, щоб добре оглянути природу.
Нову дорогу також звинуватили в тому, що вона сприяла незаконній вирубці палісандра, що вивозиться до Китаю.